# Infula
I'nfula, lat., bindel av vitt (någon gång rött) ylletyg, vilken i det gamla Rom, till tecken av okränkbarhet, bars av präster och vestaler, senare även av kejsarna och högre ämbetsmän.
Den sattes som ett slags diadem på huvudet så, att ändarna nedhängde fritt på sidorna. Även offerdjur, altaren och tempel pryddes med sådana bindlar.-- Om infula som en del av romersk-katolska biskopars dräkt, se Biskopsskrud.